# Harald Jährling
Harald Jährling (Burg (bij Maagdenburg), 20 juni 1954 – Klötze, 18 mei 2023) was een Oost-Duits roeier. Jährling maakte zijn de debuut tijdens de Olympische Zomerspelen 1976 in twee-met-stuurman en won samen met Friedrich-Wilhelm Ulrich & Georg Spohr als stuurman de gouden medaille. Tijdens de Olympische Zomerspelen 1980 nam Jährling deel met dezelfde ploeggenoten als vier jaar eerder en won wederom de gouden medaille in de twee-met-stuurman.
Op de Wereldkampioenschappen roeien veroverde drie zilveren medailles en de wereldtitel in de acht tijdens de Wereldkampioenschappen roeien 1978 zware klasse, wereldtitel vier-met-stuurman tijdens de Wereldkampioenschappen roeien 1981.
Samen met de eveneens tweevoudig olympisch kampioen roeien Marina Wilke kreeg Jährling een zoon, hun zoon Robert Jährling nam namens Australië driemaal deel aan de Olympische spelen en won een zilveren medaille in de acht.
Jährling overleed op 68-jarige leeftijd.

## Resultaten
- Olympische Zomerspelen 1976 in Montreal  in de twee-met-stuurman
- Wereldkampioenschappen roeien 1977 in Amsterdam  in de twee-met-stuurman
- Wereldkampioenschappen roeien 1978 in Cambridge  in de acht
- Olympische Zomerspelen 1980 in Moskou  in de twee-met-stuurman
- Wereldkampioenschappen roeien 1981 in München  in de vier-met-stuurman
- Wereldkampioenschappen roeien 1982 in Luzern  in de acht
- Wereldkampioenschappen roeien 1983 in Duisburg  in de acht

1900: François Brandt & Roelof Klein ·
1920: Ercole Olgeni & Giovanni Scatturin & Guido de Filip ·
1924: Édouard Candeveau & Alfred Felber & Émile Lachapelle ·
1928: Hans Schöchlin & Karl Schöchlin & Hans Bourquin ·
1932: Joseph Schauers & Charles Kieffer & Edward Jennings ·
1936: Gerhard Gustmann & Herbert Adamski & Dieter Arend ·
1948: Finn Pedersen & Tage Henriksen & Carl Ebbe Andersen ·
1952: Raymond Salles & Gaston Mercier & Bernard Malivoire ·
1956: Arthur Ayrault & Conn Findlay & Armin Kurt Seiffert ·
1960: Bernhard Knubel & Heinz Renneberg & Klaus Zerta ·
1964: Edward Ferry & Conn Findlay & Henry Kent Mitchell ·
1968: Primo Baran & Renzo Sambo & Bruno Cipolla ·
1972: Wolfgang Gunkel & Jörg Lucke & Klaus-Dieter Neubert ·
1976: Harald Jährling & Friedrich-Wilhelm Ulrich & Georg Spohr ·
1980: Harald Jährling & Friedrich-Wilhelm Ulrich & Georg Spohr ·
1984: Carmine Abbagnale & Giuseppe Abbagnale & Giuseppe Di Capua ·
1988: Carmine Abbagnale & Giuseppe Abbagnale & Giuseppe Di Capua ·
1992: Jonathan Searle & Gregory Searle & Garry Herbert